# Edgar Wendelboe
Edgar Wendelboe (født 1935) var en dansk atlet og medlem af Skovbakken og IF Gullfoss. Han vandt det danske meterskab i hammerkast 1961.

## Danske mesterskaber
- Bronze 1968 Hammerkast 52,46
- Bronze 1967 Hammerkast 54,69
- Sølv 1966 Hammerkast 53,93
- Bronze 1966 Vægtkast 16,96
- Sølv 1965 Hammerkast 54,84
- Bronze 1963 Hammerkast 52,85
- Bronze 1962 Hammerkast 52,76
- Bronze 1962 Vægtkast 16,54
- Guld 1961 Hammerkast 53,64
- Bronze 1961 Vægtkast 16,33
- Bronze 1959 Hammerkast 52,79
- Bronze 1959 Vægtkast 15,14
- Bronze 1956 Hammerkast 46,23

## Personlig rekord
- Hammerkast : 56,77 København 11. juli 1965